# 小行星5850
小行星5850（英語：5850 Masaharu）是一颗围绕太阳公转的小行星。1990年12月8日，圓舘金、渡邊和郎在北见发现了此天体。
这颗小行星的绝对星等为258.28499等。